# Tempio madre di Besakih

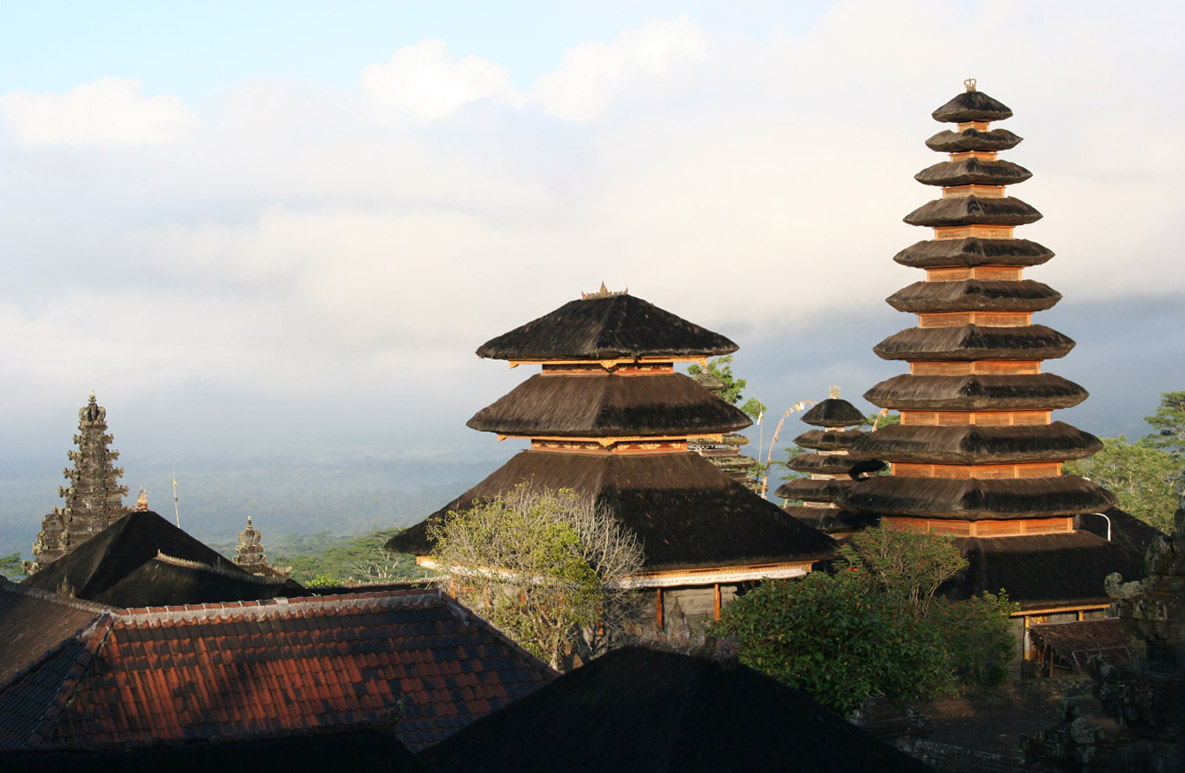
Vista del tempio madre di Besakih

Il tempio madre di Besakih o Pura Besakih è il tempio più importante, più grande e più sacro della religione Indù a Bali. Si trova nel villaggio di Besakih, da cui prende il nome, alle pendici del monte Agung sulla parte orientale dell'isola. Arroccato a circa 1 000 metri, è un vasto complesso di 23 templi; il più grande e importante è chiamato Pura Penataran Agung. Il tempio è costruito su sei livelli, terrazzati sul pendio. L'ingresso è un imponente candi bentar, un portale a due battenti, oltre al quale un kori agung conduce al secondo cortile.